# Los pies mágicos de Franny

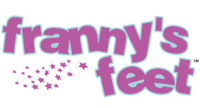
Logo de la serie

Los pies mágicos de Franny (en inglés: Franny's Feet) es una serie animada infantil canadiense-estadounidense producida por Decode Entertainment en Canadá. El episodio piloto de la serie fue transmitido por el canal Nick Jr y fue estrenada el 8 de julio del 2003. Ahora, Franny's Magical Feet se está transmitiendo todos los días en PBS Kids y Family Channel, la primera cadena nacional de televisión en español presentada por estaciones de televisión pública de los Estados Unidos, también se transmite actualmente por Semillitas un canal del grupo Somos. En Latinoamérica, la serie se ha emitido en Boomerang y Discovery Kids, pero actualmente ya no se emite en ninguno de los dos canales. Final del Episodios Personajes

## Sobre la serie
La serie consiste en las aventuras de una niña de cinco años y medio llamada Francine Franny Fantootsie que vive con su abuelo, que es zapatero y repara zapatos. Le ayuda a llevar los zapatos a la bodega de zapatos, pero secretamente Franny usa los zapatos para ir en una mágica aventura alrededor del mundo.
El programa ha sido diseñado para niños. El programa ha sido criticado en los Estados Unidos y en Canadá, pero a la vez ha sido premiado por la iParenting Media Awards.

## Secuencia del programa
- El abuelo de Franny tiene un problema.
- Franny intenta ayudarle pero no sabe cómo.
- Llega un desconocido que le pregunta al abuelo de Franny si le repara sus zapatos dañados.
- El abuelo de Franny le pide a Franny si puede llevar los zapatos a "La caja de los arreglos".
- Franny en el camino se pone los zapatos ("¿a donde me llevaran mis pies hoy").
- Mágicamente se va a un lugar aleatorio.
- Conoce a un amigo en el camino.
- Su amigo tiene un problema.
- Franny lo ayuda con su problema.
- Se despiden y Franny regresa a casa.
- Franny lleva los zapatos a "La caja de los arreglos".
- Por casualidad encuentra un recuerdo de su aventura dentro de los zapatos.
- Franny le relata su aventura a su abuelo.
- Basado en como ayudó a su amigo, Franny resuelve su problema ("¿a donde me llevaran mis pies mañana?").

## Voces
- Phoebe McAuley -- Franny
- George Buza -- Abuelo
- Katherine Crimi -- Lucy

Voces adicionales
- Mark Rendall -- Voz adicional
- Juan Chioran -- Voz adicional
- Stacey DePass -- Voz adicional
- Annick Obonsawin -- Voz adicional
- Luca Perlman -- Voz adicional
- Mark Rendall -- Voz adicional
- Susan Roman -- Voz adicional
- Ron Rubin -- Voz adicional
- Rob Tinkler -- Voz adicional
- Jonathan Wilson -- Voz adicional

### Doblaje en Latinoamérica
- Mariela Díaz -- Franny
- Roberto Colmenares -- Abuelo de Franny
- Lileana Chacón-- Insertos / Letreros
- País de doblaje -- Venezuela
- Estudio de doblaje -- Etcétera Group

Voces adicionales
- María José Estévez
- Melanie Henríquez
- José Granadillo
- Luis Enrique Poján
- Maythe Guedes
- Rolman Bastidas

### Emisión Internacional
- Telefe
- ZooMoo
- Super RTL
- Rai YoYo
- TRT Çocuk
- Tiny Pop
- Disney Junior
- Canal 13
- RTL 8
- POP TV
- ETV
- Boomerang
- Disney Junior
- Red Uno
- Paraguay TV
- TV Perú
- TVB Pearl
- ZooMoo Kids
ZooMoo
- EBS
- B Channel
- TV Red
- Canal 9
- TVes
- Ecuador TV
- Minika
- Discovery Kids
- V-me
- RTL Telekids
- VtmKzoom

### En inglés
- Sitio web oficial de Los pies mágicos de Franny
- Los pies mágicos de Franny en PBS Kids Archivado el 7 de julio de 2016 en Wayback Machine.
- Los pies mágicos de Franny en Internet Movie Database
- Página de Los pies mágicos de Franny en iParenting Media Awards
- Ratings
- Una crítica de Los pies mágicos de Franny (enlace roto disponible en Internet Archive; véase el historial, la primera versión y la última).

- Datos: Q2451207